# Station Glons-Haut
Station Glons-Haut is een voormalige spoorweghalte in Glaaien, een deelgemeente van de gemeente Bitsingen. Vroeger lag dit station langs spoorlijn 24, in 1973 werd het stuk tussen station Tongeren en de aftakking Glons toegewezen aan spoorlijn 34.
0,0: Tongeren ·
3,6: Vreren-Nerem ·
5,2: Glons-Haut ·
7,1: Boirs ·
9,3: Rukkelingen ·
11,3: Bitsingen ·
12,9: Wonck ·
18,2: Visé-Haut ·
21,0: Berneau ·
22,4: Weerst ·
26,6: Sint-Martens-Voeren ·
31,4: Remersdaal ·
Hindel-Bas ·
37,0: Montzen ·
Botzelaer ·
Aachen West (Templerbend)